# Stella Maeve
Stella Maeve é uma atriz norte-americana, nascida como Stella Maeve Johnston. Ela ficou conhecida pelos papeis em Gossip Girl como Emma Boardman, e em The Runaways como Sandy West. Stella também participou de Grey's Anatomy, como Lily, uma moça que sofreu um acidente junto com a família, na oitava temporada, nos episódios 9 e 10.

## Filmografia
Cinema e Televisão
| Ano  | Título                         | Personagem       |
| ---- | ------------------------------ | ---------------- |
| 2016 | Long Nights Short Mornings     | Lily             |
| 2016 | The Magicians (Série)          | Julia Wicker     |
| 2014 | Chicago PD                     | Nadia Decotis    |
| 2013 | Golden Boy                     | Agnes Clark      |
| 2012 | Uma Estranha Amizade           | Melissa          |
| 2011 | Grey's Anatomy                 | Lilly            |
| 2011 | O Lado Negro                   | Tracy Bernstein  |
| 2010 | House                          | Kenzie           |
| 2010 | The Runaways - Garotas do Rock | Sandy West       |
| 2009 | CSI: Crime Scene Investigation | Marnie Bennett   |
| 2009 | Atraídos pelo Crime            | Cynthia          |
| 2008 | Gossip Girl                    | Emma Boardman    |
| 2007 | Beleza Ordinária               | Lighty           |
| 2007 | Harold                         | Shelly Clemens   |
| 2005 | Law & Order                    | Alexis Henderson |
| 2004 | Transamerica                   | Taylor           |